# 后继有人
《后继有人》（英語：We Are Marshall）是喬瑟夫·麥克吉帝·尼克爾于2006年执导的一部美国传记运动剧情片。影片描述了1970年马歇尔大学雷霆橄榄球队37名球员、5名教练、2名运动训练员、体育总监、25名助威团成员和5名机组人员因飞机失事导致75人丧生的故事。
影片由克里斯托弗·贝克配乐，杰米·林登编剧。影片讲述了馬歇爾大學美式橄榄球项目重建和其社区愈合的过程。